# I Remember Yesterday
Albums de Donna Summer
Four Seasons of Love
(1976) Once Upon a Time
(1977)
Singles
1. Can't We Just Sit Down (And Talk It Over)
Sortie : 1er mai 1977
2. I Feel Love
Sortie : 2 juillet 1977
3. I Remember Yesterday
Sortie : 23 septembre 1977
4. Love's Unkind
Sortie : 29 novembre 1977
5. Back in Love Again
Sortie : 4 avril 1978

I Remember Yesterday est le cinquième album studio de Donna Summer, sorti le 13 mai 1977.

## Titres
Toutes les chansons sont de Pete Bellotte, Giorgio Moroder et Donna Summer, sauf mention contraire.

### Face 1
1. I Remember Yesterday – 4:45
2. Love's Unkind – 4:29
3. Back in Love Again – 3:54
4. I Remember Yesterday (Reprise) – 3:02

### Face 2
1. Black Lady – 3:47
2. Take Me – 5:03
3. Can't We Just Sit Down (And Talk It Over) (Tony Macaulay) – 4:25
4. I Feel Love – 5:54

## Classements internationaux
| Classements internationaux (1977) | Position maximum |
| --------------------------------- | ---------------- |
| Autriche                          | 3                |
| Norvège                           | 5                |
| Nouvelle Zélande                  | 2                |
| Pays Bas                          | 6                |
| Royaume Uni                       | 3                |
| Suède                             | 13               |